# Timbellus marshalli
Timbellus marshalli is een slakkensoort uit de familie van de Muricidae. De wetenschappelijke naam van de soort is voor het eerst geldig gepubliceerd in 1989 door Houart.